# Brenz
La Brenz (en allemand : /bʁɛnt͡s/ ? Écouter [Fiche]) est une rivière d'Allemagne coulant en Bavière et au Bade-Wurtemberg. C'est un affluent en rive gauche du Danube.

## Géographie

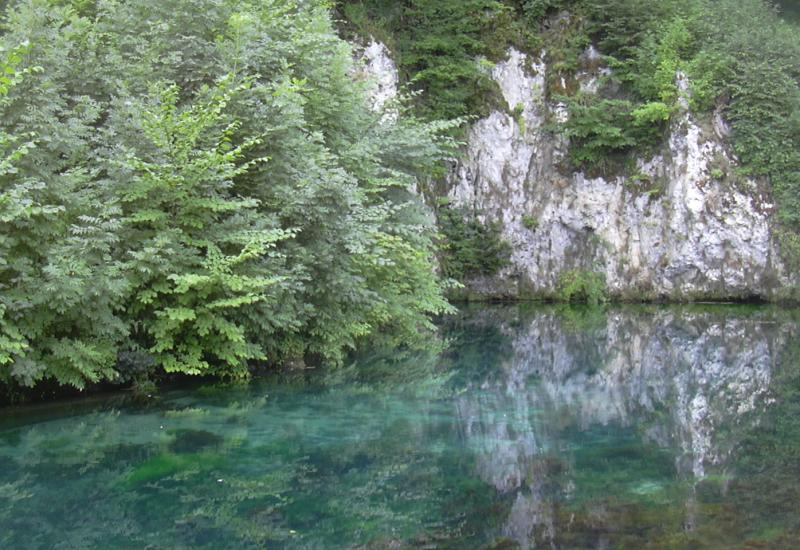
Brenztopf

Sa source (le Brenztopf) se situe dans la ville de Königsbronn et la rivière parcourt 55 kilomètres avant de rencontrer le Danube à Lauingen (Donau) à quelques kilomètres de Dillingen.
La Brenz arrose les villes de Königsbronn, Heidenheim an der Brenz, Giengen et Lauingen.